# Felipe França Silva
Felipe Alves França da Silva (Suzano, 14 de mayo de 1987) es un destacado deportista brasileño de la especialidad de natación. Fue plusmarquista mundial y campeón del mundo de los 50 m pecho, ambos piscina larga como en curso corto. También fue campeón del mundo en 100 m pecho curso corto.

## Trayectoria
La trayectoria deportiva de Felipe França Silva se identifica por su participación en los siguientes eventos nacionales e internacionales:

### 2009
El 8 de mayo de 2009, en el Parque Acuático María Lenk, Felipe França obtuvo un éxito histórico al romper el récord mundial de los 50 m pecho, con un tiempo de 26s89.
El 10 de julio, participando de la Universíada de Verano de 2009 en Belgrado, Serbia, ganó la medalla de plata en los 50 m pecho.
En el Campeonato Mundial de Natación de 2009 en Roma, Felipe França obtuvo la plata en 50 m pecho, con un tiempo de 26s76.

### 2010

#### Juegos Suramericanos de Medellín 2010
Fue reconocido su triunfo de sobrepasar la marca en los Juegos en estilo 100 m Pecho Hombres con una marca de 01:02.87 en los juegos de Medellín 2010.
Su desempeño en la novena edición de los juegos, en marzo de 2010, se identificó por ser el trigésimo sexto deportista con el mayor número de medallas entre todos los participantes del evento, con un total de 3 medallas:

- , Medalla de oro: Natación Pecho 50 m Hombres
- , Medalla de oro: Natación Pecho 100 m Hombres
- , Medalla de oro: Natación Relevo 4 × 100 m Nado Combinado Hombres

#### Campeonato Pan-Pacífico
En agosto de 2010, en el Campeonato Pan-Pacífico de Natación, en Irvine (California), Felipe obtuvo oro en la prueba de los 50 m pecho.

#### Mundial de Piscina Corta
En diciembre, en el Campeonato Mundial de Natación en Piscina Corta de 2010, Felipe ganó la medalla de oro en los 50 m pecho, derrotando al recordista mundial Cameron van der Burgh con un tiempo de 25s95; y la de bronce en los 100 m pecho con un tiempo de 57s39. Juntamente con César Cielo, Guilherme Guido y Kaio de Almeida, batió el récord sudamericano de los 4 × 100 m medley, con tiempo de 3m23s12, obteniendo la medalla de bronce.

### 2011
Víctima de dificultades para controlar el peso, en 2011 Felipe siguió una severa dieta alimentaria, y perdió más de 10 kg antes de participar do Mundial de Shanghái, en 2011.
En julio de 2011, durante el Campeonato Mundial de Natación de 2011, en Shanghái, China, França conquistó el oro en los 50 m pecho, superando nuevamente al recordista mundial Cameron van der Burgh.
En los Juegos Panamericanos de 2011, Felipe ganó la medalla de oro en la prueba de 100 m pecho y en los relevos 4 × 100 m medley.

### 2012
En abril de 2012, participando en el Trofeo Maria Lenk en Río de Janeiro, y en aras de obtener la marca olímpica para participar en los Juegos Olímpicos de Londres 2012, en la prueba de 100 m pecho]], Felipe França hizo un tiempo de 59s63. En los 50 m pecho impuso el mejor tiempo del mundo en el año. Esto creó una expectativa de medalla, pero en los juegos no logró nadar por debajo de 1 minuto, terminando en 12º lugar.

### 2014
En el Campeonato Pan-Pacífico de Natación de 2014 en Gold Coast, Australia, Felipe ganó la medalla de plata en los 100 m pecho. Con el equipo de Brasil terminó en 4º lugar en los relevos 4 × 100 m medley, junto con Guilherme Guido, Thiago Pereira y Marcelo Chierighini.
El 4 de septiembre de 2014, en el Trofeo José Finkel (piscina corta) en Guaratinguetá, rompió el récord de las 3 Américas en los 100 m pecho, con un tiempo de 56s25.
En el Campeonato Mundial de Natación en Piscina Corta de 2014, Felipe se hizo el día 4 de diciembre con tres medallas de oro: en relevos 4 × 50 m medley, con el equipo brasileño también conformado por Cesar Cielo, Nicholas Santos y Guilherme Guido; en los 100 m pecho, y en los relevos 4x50 metros medley mixto, con el equipo de Brasil conformado además por Nicholas Santos, Etiene Medeiros e Larissa Oliveira. En los relevos 4 × 50 m medley masculino, Brasil ganó el oro con nuevo récord mundial cde 1m30s51. En los relevos 4 × 50 m medley mixto, Brasil ganó estableciendo récord sudamericano con un tiempo de 1m37s26.
El 7 de diciembre, Felipe conquistó otras dos medallas de oro: en 50 m pecho, batiendo el récord de las 3 Américas con 25s63; y con el equipo de Brasil, en los relevos 4 × 100 m medley, junto con Cesar Cielo, Marcos Macedo y Guilherme Guido, com un tiempo de 3m21s14, nuevo récord sudamericano. La conquista de 5 medallas de oro convirtió a Felipe en el mayor vencedor individual del Campeonato Mundial en Doha, como también en el brasileño que más victorias consiguió en un solo mundial. Brasil conquistó 7 medallas de oro en ese mundial, terminando en el primer lugar del cuadro de medallas. por primera vez en la historia.

### 2015

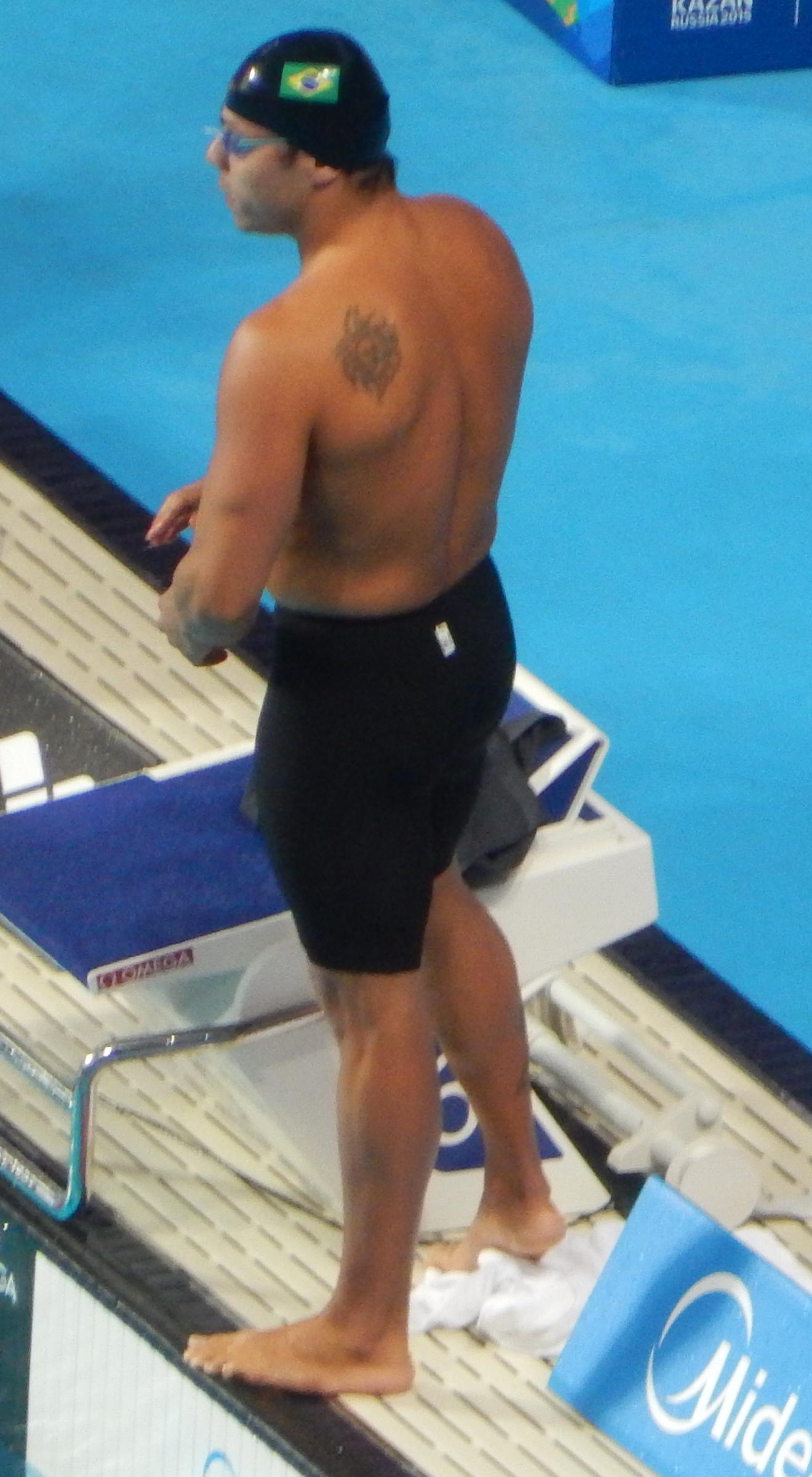
Felipe França en el Campeonato Mundial de Natación de 2015

En los Juegos Panamericanos de 2015 en Toronto, França ganó la medalla de oro en los 4 × 100 metros medley, donde se batió el récord de los Juegos Panamericanos con un tiempo de 3:32.68, junto con Marcelo Chierighini, Guilherme Guido y Arthur Mendes. Antes, ya había ganado una medalla de oro en los 100 metros pecho, donde se batió el récord de los Juegos Panamericanos con un tiempo de 59.21.
En el Campeonato Mundial de Natación de 2015, en Kazán, França se clasificó con un tiempo de 59.56 en los 100 metros pecho. En la semifinal, França forzó excesivamente la carrera y terminó perdiendo velocidad, haciendo un peor tiempo (59.89) y terminó solo en el puesto 11. En los 50 metros pecho, se clasificó para la final en cuarta posición con un tiempo de 26.87, su mejor tiempo desde el año 2012. En la final, curiosamente terminó en cuarto lugar, repitiendo el tiempo de la semifinal. También terminó 38.º en los 200 metros pecho.